# Tu-104

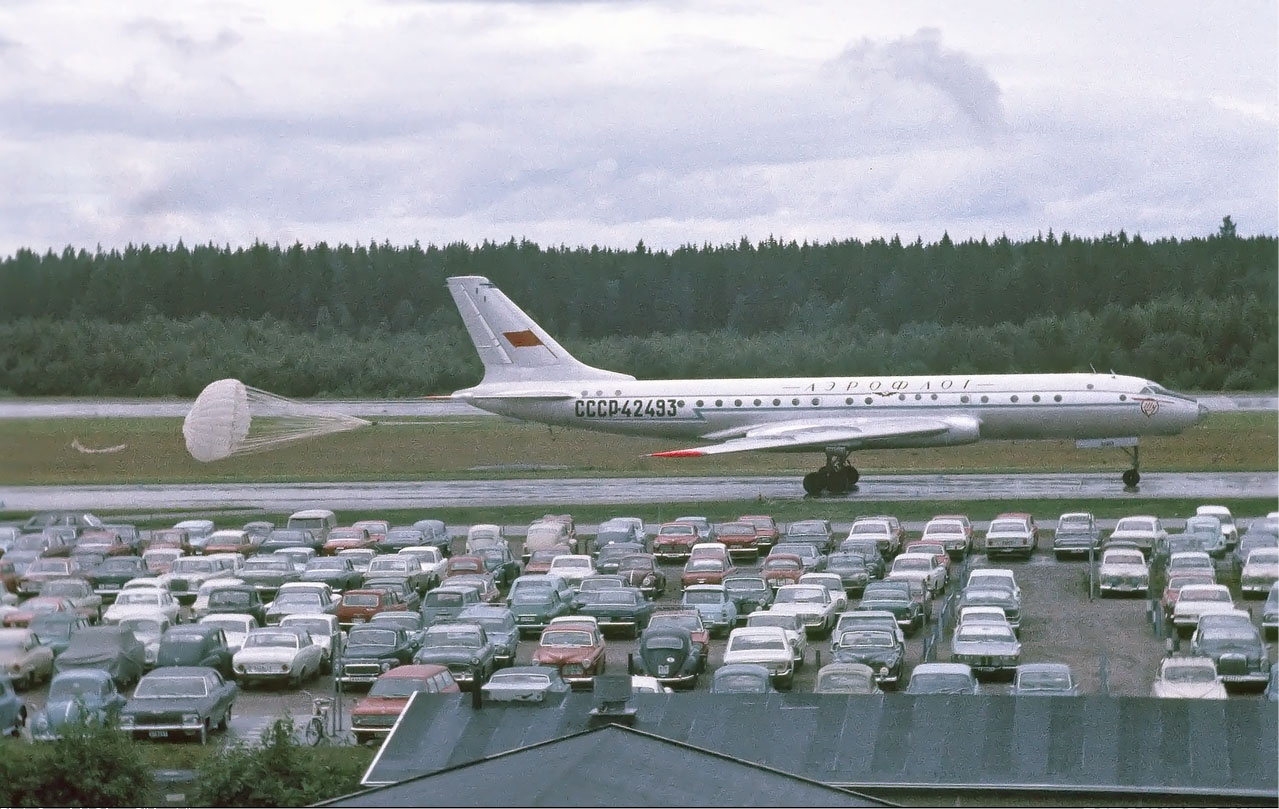
Tu-104 lądujący na lotnisku Arlanda z wykorzystaniem spadochronu hamującego

Tu-104 (ros. Ту-104) – pierwszy samolot pasażerski z napędem turboodrzutowym produkowany w ZSRR. Zaprojektowany został przez biuro konstrukcyjne Tupolewa, a wytwarzany był w latach 1956–1961.
Wykorzystywany w barwach Aerofłotu i czechosłowackich ČSA. Zbudowano około dwustu samolotów tego typu.
Czwarty turboodrzutowy samolot pasażerski na świecie, po De Havilland Comet, Avro Canada C-102 Jetliner i Sud Aviation Caravelle.

## Historia
Konstrukcja samolotu została oparta na rozwiązaniach wykorzystywanych w wojskowym samolocie Tu-16, który charakteryzował się bardzo dobrymi właściwościami, niezawodną konstrukcją i jest wykorzystywany do dzisiaj. Doświadczenia zdobyte przy budowie i użytkowaniu bombowca pozwoliły w 1954 roku przystąpić do projektowania samolotu pasażerskiego, pierwotnie przeznaczonego do przewozu 50 pasażerów. 17 czerwca 1955 roku nowa maszyna wzbiła się po raz pierwszy w powietrze, a w połowie maja następnego roku, weszła na wyposażenie Aerofłotu. 15 września 1956 roku samolot odbył pierwszy rejsowy lot z Moskwy do Irkucka, a 12 października samolot odbył pierwszy międzynarodowy lot z Moskwy do Pragi. Na Tu-104 ustanowiono 26 rekordów świata samolotów pasażerskich w prędkości i udźwigu. Maszyna była wykorzystywana w przewozach pasażerskich do końca lat 70. XX wieku.

## Konstrukcja
Tu-104 jest dwusilnikowym, wolnonośnym dolnopłatem o całkowicie metalowej konstrukcji. Pół-skorupowy kadłub o kołowym przekroju mieścił hermetyzowaną kabinę składającą się z części pasażerskiej i załogowej. Załoga składała się z dwóch pilotów, nawigatora, mechanika pokładowego, radiotelegrafisty i trzech stewardes do obsługi pasażerów. Skrzydło skośne (35° na krawędzi natarcia) wyposażone w lotki i klapy szczelinowe. Na górnej powierzchni płatów zamontowano grzebienie aerodynamiczne zapobiegające odginaniu się strug przepływającego powietrza w kierunku końcówek skrzydeł i wymuszające równoległy opływ na całej powierzchni płata. Usterzenie klasyczne, wolnonośne ze statecznikami o konstrukcji dźwigarowej. Krawędzie natarcia skrzydeł i stateczników zaopatrzone w instalację przeciwoblodzeniową, stateczniki w instalację elektryczną, a skrzydła są owiewane gorącym powietrzem doprowadzanym ze sprężarki silników. Chowane podwozie, przednie dwukołowe do wnęki w kadłubie, dwa główne zespoły po cztery koła do gondoli w skrzydłach. Napęd samolotu stanowiły dwa silniki turboodrzutowe RD-3M-500, będące cywilną wersją wojskowych AM-3. Zbiorniki paliwa rozmieszczone są w skrzydłach. Na bazie Tu-104 opracowano prototypy wojskowych samolotów: Tu-107 i czterosilnikowego Tu-110.

## Wersje
- Tu-104 – wersja prototypowa dla 50 pasażerów z silnikami AM-3 stosowanymi w Tu-16.
- Tu-104A – pierwsza wersja seryjna z 70 miejscami pasażerskimi, 16 w kabinie pierwszej klasy i 54 w klasie turystycznej.
- Tu-104B – wersja Tu-104A z przedłużonym kadłubem, w której zlikwidowano pierwszą klasę i zagęszczono rozstawienie foteli, uzyskując zdolność do przewożenia 100 pasażerów.
- Tu-104D – wersja Tu-104A z możliwością przewożenia 85 pasażerów.
- Tu-104W – wersja Tu-104A z możliwością przewożenia 100 pasażerów.
- Tu-104E – wersja specjalnie przystosowana do bicia rekordów napędzana silnikami RD-16-15.
- Tu-104LL – wersja przystosowana do badań w locie awioniki samolotów Tu-128 i Tu-22M.
- Tu-104AK – wersja przeznaczona do treningu przyszłych kosmonautów radzieckich.